# 赤外線捜索追尾システム
赤外線捜索追尾システム（infra-red search and track system, IRST system）は、赤外線を放射する目標を探知・識別して警報を発するとともに、これを追尾する機能を備えたシステム。赤外線照準追尾システムとも称される。
赤外線を検知するという点ではFLIR（前方監視赤外線）装置と共通するが、FLIRが赤外線画像（サーモグラフィー）を作成するための熱線映像装置であるのに対して、IRSTは遠距離の点目標を追尾するための装置であることから、原則的には異なるものである。ただしAN/AAQ-40 EOTSのように、FLIRとIRSTを適宜に切り替えて使用できるシステムも登場している。

## レーダーとの違い
IRSTとレーダーの違いは、多くの点で使用する波長の違いに起因する。
IRSTは受動的にのみ働き、レーダーのように自らは放射波を出さないために被発見性が低い。レーダーをパッシブモードという受信のみに使用することは可能だが、探知対象となる航空機側ではレーダー電波を必要時以外は放射しないため、あまり有効ではない。一方、すべての航空機はなんらかの赤外線を放射しながら飛行するため、IRSTは受動的でも有効に機能する。
赤外線の波長はレーダーの電波に比べて1,000分の1以下と短いため受信面が小型で済み、電子技術や光学技術の向上もあってセンサー部が小さく構成できる。遠方からの微弱な電波まで探知するにはレーダーアンテナの受信面が大きくなければならず、レーダーを備える多くの航空機ではアンテナを機首に1つだけを備えるに留まり、探知界は前方と一部の側方に限られて後方は探知できない。IRSTはセンサー部が小型で済むため、小さな機体にも多数を配置して上下を含む360度全周を覆域に納めることができ、また、センサー部を機体より突出させれば少数のセンサーで広範囲を担当させることも可能である。
しかし、可視光ほどではないが大気による赤外線の吸収や悪天候によっても減衰され、赤外線は自然界に満ち溢れていてノイズとなり、探知すべき対象物をその背景から探し出さねばならず、レーダーに比べれば探知可能距離は短い。レーダーでは距離測定が容易であるのに比べてIRSTは苦手である。ある種のIRSTはレーザー測距機能を持つが、探知距離に比べてかなり短い。その反面、近距離であれば短波長なので角分解能はレーダーに勝る。赤外線放射はその物の温度に応じて波長のピークが変わるため、複数波長のセンサーによって探知対象物の温度特性が得られる。
一般に航空機用のセンサーとして赤外線式のものはレーダーに比べて30年ほど遅れており、標準装備として戦闘機に搭載されたのは1970年代後半にソ連のMiG-29とSu-27での機内搭載式のものである。1980年後半になってアメリカのF-14Dでもポッド型で搭載可能となった。

## 構成・技術
IRSTは基本的に、光学系、赤外線検知器、画像処理系、探知・追尾の信号処理系、視軸制御系より構成される。赤外線検知器は半導体によるエリアイメージセンサ(二次元撮像素子)であり、素子数の増加と感度の向上が続けられている。
検知に用いられる赤外線の波長はH2Oによる吸収領域を避けて、3-5μmのMiddle Wave帯（MW帯）と8-13μmのLong wave帯（LW帯）のいずれかになるが、目標機のステルス性や機体角度によって条件が変化するエンジン排気熱を検知するではなく、機体表面で常に発生する空力加熱を検知するには比較的温度が低い物体でも発するLW帯が採用されることが多い。
航空機用の赤外線探知装置の開発当初は、センサーセルを一次元に並べた赤外線ラインイメージセンサに光学走査機構を加えたものであったが、21世紀現在では高感度になった二次元配列のエリアイメージセンサが使用されている。レーダーがビーム波という点でしか探知できないのに対して、IRSTは面で探知できるため、早い角速度で移動する目標への追従も問題とはならない。
センサーを高感度にするため液体窒素ガスによる冷却が必要になる。赤外線検知器は、MW/LW帯兼用にはHgCdTe（テルル化カドミウム水銀）素子が用いられ、LW帯用にはInSb（アンチモン化インジウム）素子が用いられる。識別すべき目標の背景とある周囲の自然空間も多様な赤外線を放っているため、目標からの赤外線シグネチャが微弱であればノイズの中に埋もれてしまう。単純にフィールドメモリに複数画像を重積させてS/Nを向上させる手法も採られるが、デジタルコンピュータによるリアルタイム画像解析技術の援用によって目標や自機の動き補正のような時間軸に対する相関性演算で微小信号からも探知が可能になると期待される。LW帯に加えてMW帯のセンサーを併用できれば、水蒸気による減衰の影響を抑えることができ、敵の機体が尾部を向けている場合には遠方であっても高温による強いLW帯の赤外線を検知できる可能性が高まる。
FLIRやIRSTのような画像情報を扱う赤外線/可視光線利用のセンサーやレーザーセンサーを含む光学式のセンサーはEO センサー（Electro-Optical sensor）と呼ばれ、レーダーのような電波を使用したRF センサー（Radio Frequency sensor）と区別される。

## 歴史

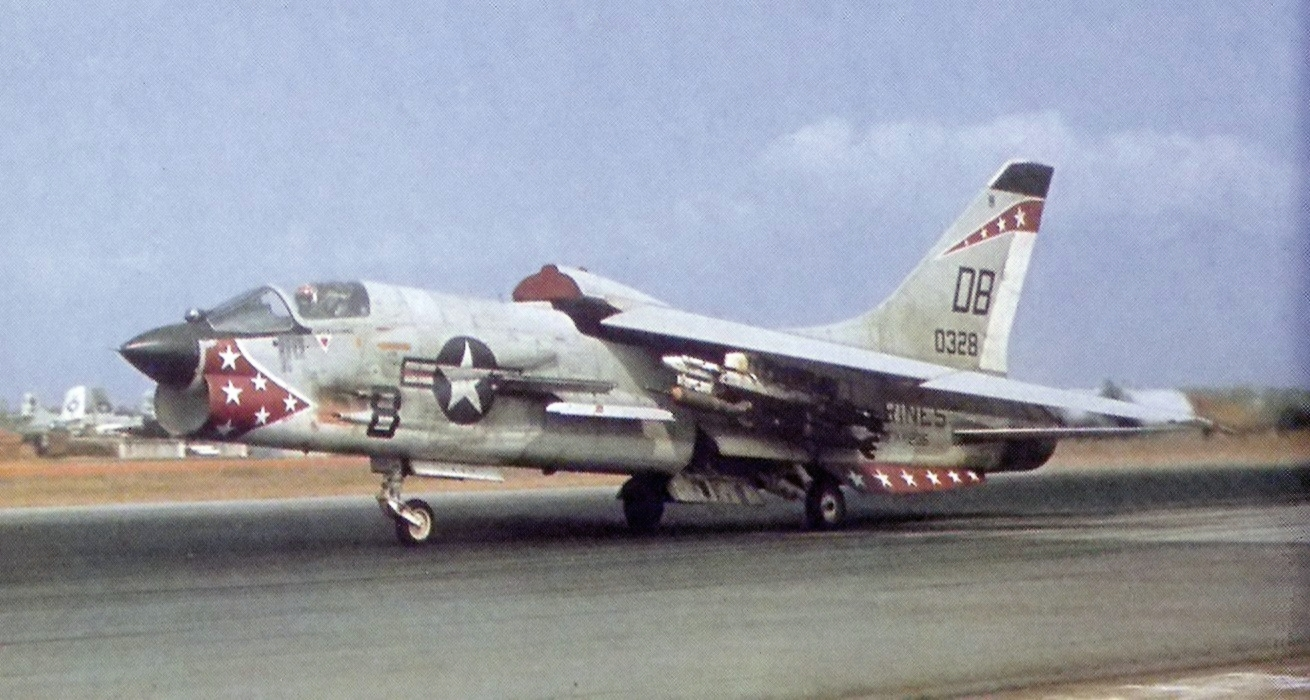
F-8Eに装備されたIRST

最初に赤外線式のセンサーを戦闘機に搭載したのは、アメリカ製のF-101とF-102である。これらは前面に水平に回転する遮光板を備えた単純な赤外線センサであった。表示装置は操縦席のレーダーの下に置かれていて、いかなる赤外線がセンサーに入射しても表示される仕組みになっていて、初期のレーダーで用いられたB-スコープに似ていた。表示装置は初期はレーダー運用者が手動で扱って標的のおよその角度を捕らえていた。この時点でレーダーシステムは既にロックオンの機能を備えていて、赤外線式センサ・システムの有効性は限定的であり、戦闘機に標準搭載するには改良された装置が求められた。
赤外線式のセンサ・システムは二次元赤外線撮像素子の登場に伴って、1980年代より実用的な兵器として開発が始まり、主に地上攻撃での夜間飛行能力を航空機に与えるFLIR（前方監視赤外線装置）での利用が進むと共に、周囲の空中脅威の監視を主とするデジタル式のIRST システムへと発展した。半導体技術によるエリアセンサの能力が向上すると、そのまま感度と分解能が向上し、索敵距離が延伸した。
IRST システムは、ソ連（現ロシア）を先頭にアメリカやヨーロッパの航空機にも搭載されており、日本でも1997年より独自に開発が進められ、航空自衛隊のF-15J 改修II型にその一部が搭載され、飛行試験が行われている。

## 運用法

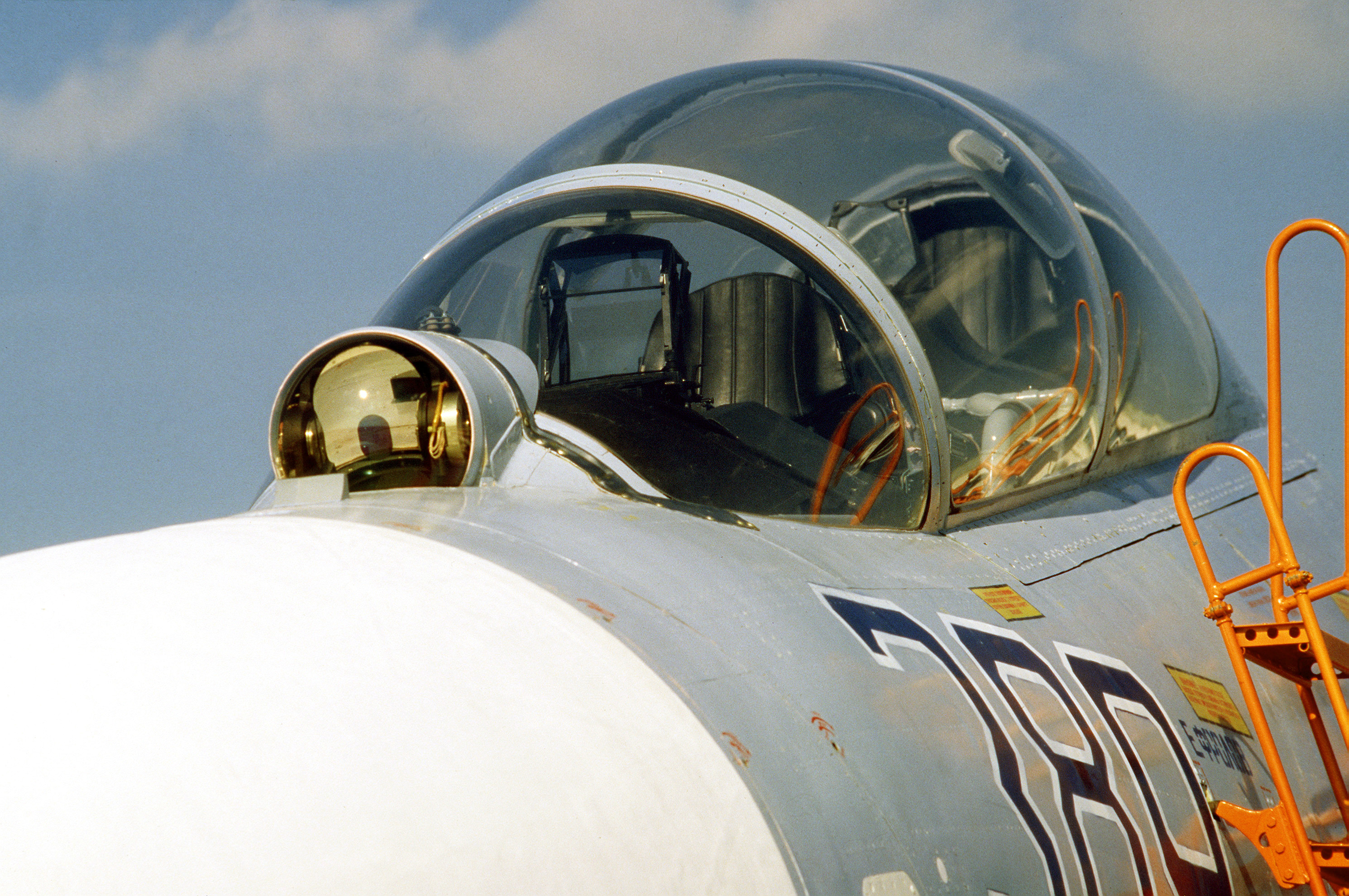
Su-27UBのIRST（赤外線捜索追跡システム）とレーザー測距装置の入ったセンサー収容部

IRST システムは、基本的にアクティブ/パッシブの両モードを使うレーダーと併用され、多くの機体が前方のみを捜索覆域とするレーダーでの情報に加えて、IRST システムがもたらす周囲360度全周での脅威情報を得る事が可能である。何らかの脅威の接近を探知した時に、オフボアサイト能力を持つ短距離ミサイルが発射可能であれば、機上レーダーを指向することなく側方の敵へミサイルを放つことや、機上レーダーの指向を迅速に行って脅威判定を確実にして後で敵へミサイルを放つような柔軟で素早い反応が期待できる。
AWACSのような友軍機や地上のレーダーの覆域内で誘導を受けられ飛行する場合には、アクティブ・モードによるレーダー波の放射を行わずに、必要ならばIRST システムだけでミサイルを発射することも考えられる。
電波ステルス技術の向上によってレーダー探知距離が短くなり、相対的に赤外線による脅威探知の必要性が増す。軍用機は、今後さらにレーダー波を自ら放射したりエンジン排気やノズルを高温のまま曝すことは少なくなって、アクティブな信号は放射されなくなると考えられる。これに対応するには従来の1機だけのセンサー能力の向上に頼るだけでなく、「ネットワーク中心の戦い」というコンセプトに代表される複数の友軍勢力によるネットワーク化された探知網の構築へと向かって行くと考えられる。将来型の戦場ではIRST システム搭載機はセンサネットワークの1つのノードとなり、デジタル化された赤外線センサはノードのサブシステムになると考えられる。

## 搭載戦闘機の一覧
アメリカ合衆国
- 型式不明：F-8E, F-101, F-102, F-106
- AN/AAA-4：F-4B/N

後にTV センサーに換装されたため、計画は破棄。
- AN/ALR-23：F-14Aの初期型
- AN/AAS-42：F-14D

D型より標準搭載。
- AN/AAQ-28：F-16E/F
- AIRST：F-22

F-22向けに開発されていたが、予算問題からスペースを残して計画から削除された。
- AN/AAQ-40 EOTS、AN/AAQ-37（英語版） DAS：F-35

中華人民共和国
- 型式不明：J-10Bとその派生型
- 型式不明：J-11とその派生型
- EORD-31 DAS、EOTS-86：J-20

日本
- IRST装置（F-15）：F-15J 改修II型

ロシア
- TP-23M：MiG-23ML/MLD
- TP-62SH：MiG-25PD/PDS
- STP/TP-8：MiG-31とその派生型
- OEPS-29：MiG-29とその派生型
- OEPS-27：Su-27とその派生型
- OEPS-30/OEPS-30I/OEPS-31E：Su-30とその派生型
- OLS-35：Su-35
- OLS-UE/OLS-UEM：MiG-35, MiG-29M, MiG-29K
- OLS-K：MiG-35
- 101KS-V：Su-57

ヨーロッパ
- OSF（フランス語版）：ラファール
- S-71N：サーブ 35 ドラケン
- スカイワード-G：グリペンNG
- PIRATE：ユーロファイター[3]

ただし、ドイツ空軍向けの機体の大半とオーストリア軍向けの機体は搭載せず。